# Ендовищинский сельсовет
Ендови́щинский сельсове́т — сельское поселение в составе Краснооктябрьского района Нижегородской области. Административный центр — село Ендовищи.

## История
Статус и границы сельского поселения установлены Законом Нижегородской области от 15 июня 2004 года № 60-З «О наделении муниципальных образований — городов, рабочих посёлков и сельсоветов Нижегородской области статусом городского, сельского поселения».

## Население
| 2002 | 2010 | 2012 | 2013 | 2014 | 2015 | 2016 |
| ---- | ---- | ---- | ---- | ---- | ---- | ---- |
| 927  | ↘834 | ↘800 | ↘776 | ↘758 | ↘738 | ↘732 |
| 2017 | 2018 | 2019 | 2020 | 2021 |      |      |
| ↘713 | ↘707 | ↘684 | ↘658 | ↘498 |      |      |

## Состав сельского поселения
| № | Населённый пункт | Тип населённого пункта       | Население |
| - | ---------------- | ---------------------------- | --------- |
| 1 | Ендовищи         | село, административный центр | ↘438      |
| 2 | Карга            | деревня                      | ↘238      |
| 3 | Трёхозёрки       | деревня                      | ↘158      |